# Fairbanks International Airport
Fairbanks International Airport (IATA: FAI, ICAO: PAFA, FAA LID: FAI), är en flygplats i Fairbanks, Alaska i USA. Flygplatsen har nästan enbart lastflyg, och nästan inga passagerarflyg.

## Destinationer och flygbolag
| Flygbolag                 | Destinationer |
| ------------------------- | --- |
| Air North                 | Säsong: Dawson City |
| Alaska Airlines           | Anchorage, Barrow, Deadhorse/Prudhoe Bay, Seattle/Tacoma |
| Arctic Circle Air Service | Anchorage, Allakaket, Anaktuvuk Pass, Arctic Village, Bethel, Bettles, Chalkyitsik, Dillingham, Eagle, Fort Yukon, Galena, Hughes, Huslia, Livengood, Minto, Nulato, Rampart, Tanana, Unalakleet, Venetie |
| Condor                    | Seasonal: Frankfurt |
| Delta Air Lines           | Seasonal: Minneapolis/St. Paul |
| Era Alaska                | Anchorage, Barrow, Fairbanks, Galena, Kotzebue, Deadhorse |
| Everts Air                | Arctic Village, Beaver, Eagle, Fort Yukon, Venetie |
| Frontier Airlines         | Säsong: Denver |
| Frontier Flying Service   | Anchorage, Barter Island, Fort Yukon, Galena, Kotzebue, Nome, Ruby, Tanana |
| Warbelow's Air Ventures   | Bettles, Central, Eagle, Fort Yukon, Galena, Huslia, Rampart, Shungnak, Tanana |
| Wright Air Service        | Allakaket, Anaktuvuk Pass, Bettles, Birch Creek, Coldfoot, Fort Yukon, Tanana Säsong: Arctic Village[källa behövs]                                                                                        |

### Fraktflygbolag
- 40-Mile Air
- Air Cargo Express
- Air Central Express
- Air North
- Alaska Central Express
- Everts Air Cargo
- FedEx Express
- Northern Air Cargo
- Servant Air
- Tanana Air Service
- Tatonduk Flying Service
- Wright Air Service

### Charterbolag
- Condor Airlines
- Evert's Air Alaska
- JAL
- Larry's Flying Service
- TEMSCO Helicopters,Arctic Division
- Thomas Cook Airlines
- Warbelow's Air Ventures